# Abt Sportsline

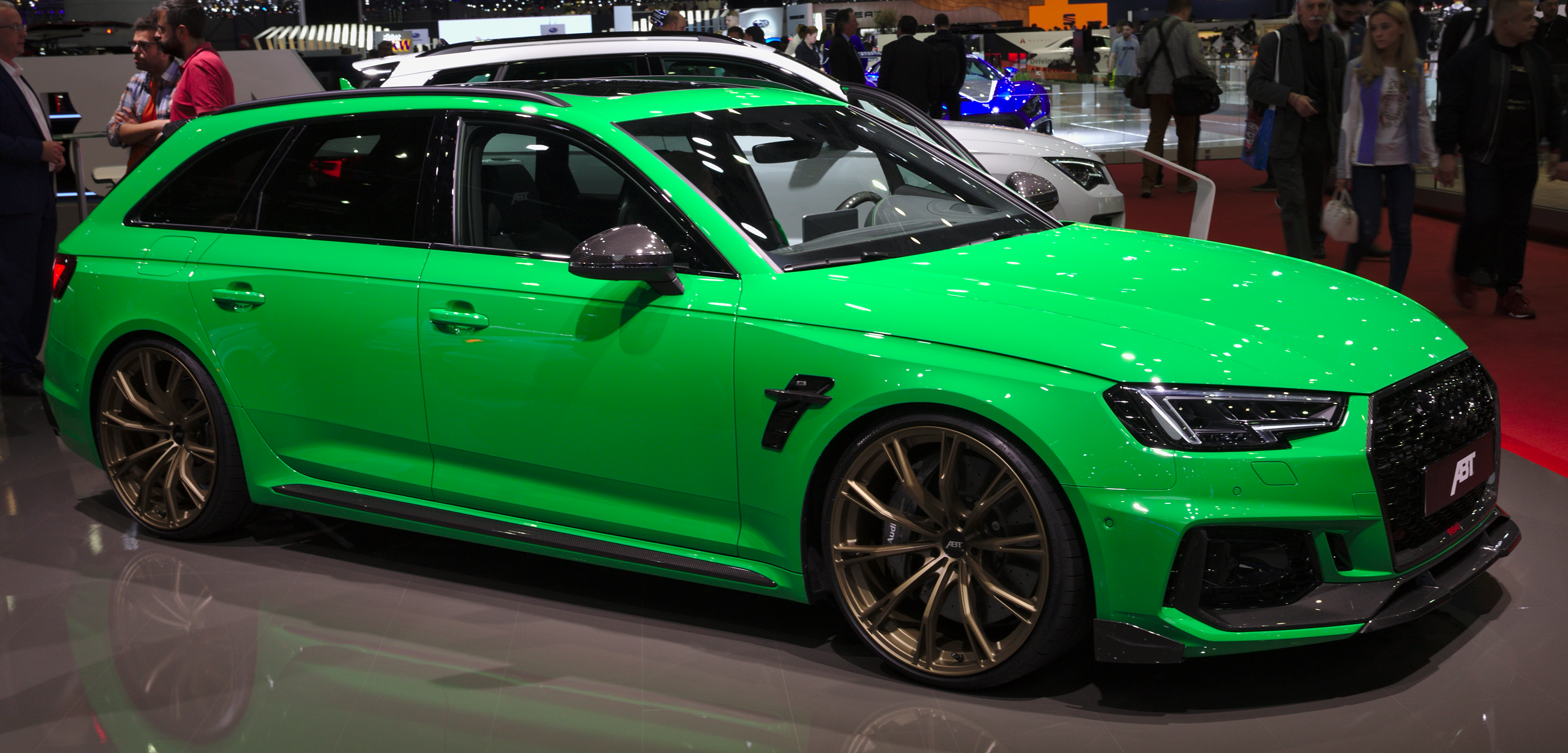
ABT RS4-R Avant

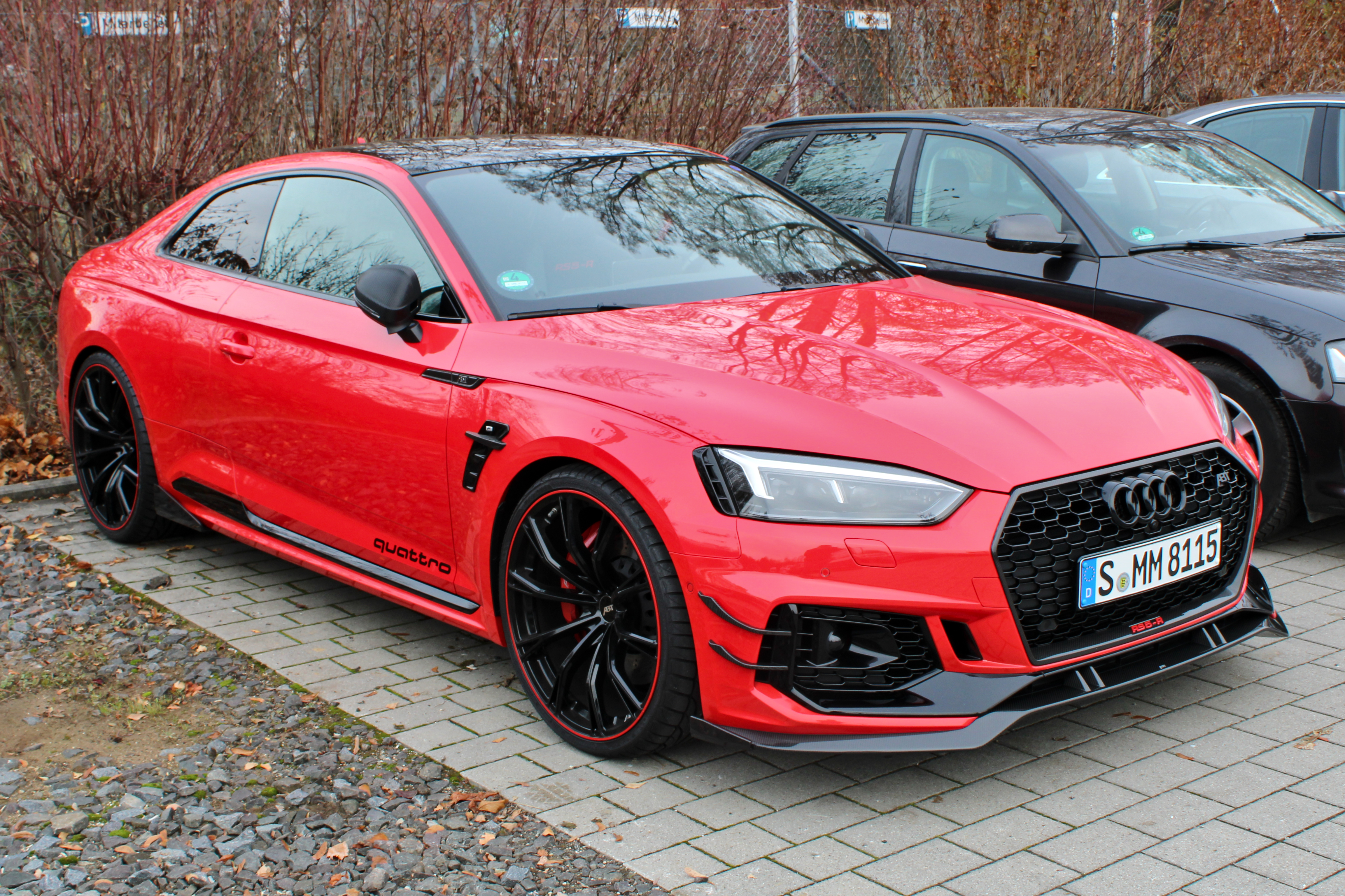
ABT Audi RS5-R

ABT Sportsline GmbH — немецкая компания, которая специализируется на тюнинге автомобилей, производимых дочерними фирмами концерна Volkswagen AG — Audi, Seat, Škoda и Volkswagen. Также является гоночной командой. Специализируется на модификации отдельных автомобилей, их спортивных ходовых узлов, тюнинге электроники, а также аэродинамических и внешних изменениях кузова. Основателем является Johann Abt (Иоганн Абт)
Местоположение — Кемптен (Альгой). Является семейным предприятием под управлением братьев Ганса-Юргена и Кристиана Абт. Основана в 1991 году, однако фамильную историю ведёт с 1896 года: тогда на этом месте была заложена кузница.

## Начало карьеры
В 1896 году Иоганн Абт старший в 27 лет основал свою кузнечную компанию. Работы было много — новые подковы, новые металлические детали для телег… Однако Иоганн ищет для себя новые цели. В 1920 году были сделаны первые шаги к автомобилестроению — два сына Абта Йозеф и Ханс начали своё обучение как инженеры-проектировщики автомобилей. Рождённый в декабре 1935 года Иоганн Абт-младший взялся продолжать дело своего отца, в честь которого был назван. В 1948 году он стал принимать участие в делах семейного бизнеса, а уже 2 года спустя участвовал в своей первой гонке. В 1950 году именно кузница Иоганна Абта стала одним из основных адресов для транспортных средств Авто Союза. Вместе с этим началась история Иоганна как гонщика. Семь — это стартовый номер, который Иоганн Абт получил на первом транспортном средстве в своей карьере. В 15 лет, когда он принимал участие в гонке, ему ещё не нужны были права, однако понадобилось разрешение военного департамента и своей матери Розины Абт. Первая гонка для него закончилась первым подиумом. В дальнейшем он не считал свои успехи и не хранил все свои призы — поэтому неизвестно, сколько именно побед Иоганн одержал в своей карьере гонщика.

## Первые успехи
В 1952 Иоганн Абт участвует в «Oberallgäu Berfahrt» гонке в Сонтохофене на моторном велосипеде DKW. Уже в начале карьеры Иоганна Абта, в 1954 году сбылась его маленькая мечта. Он становится самым молодым членом команды DKW-works и даже входит в национальную сборную. В 1957 году Иоганн пересаживается на автомобиль.
Уже в конце 1957 года Иоганн Абт достиг результатов, которые позволили ему принять участие в шестидневной раллийной гонке. Однако Иоганн понимал, что его будущее не в ралли. Его полностью захватывает Формула 1, которая в то время стала наиболее популярной благодаря пятикратному чемпиону мира Хуану Манюэлю Фанхио (Juan Manuel Fangio). В те времена Альфа Ромео и Феррари были по карману единицам, и «Заряженные» машинки от Карла Альберта, более известного по его фамилии Абарт (Abarth), стали отличным вариантом для жаждущих приобщиться к автоспорту. На доступных «горячих мышах» можно было гоняться задёшево. Однако у Иоганна не было достаточно денег для того, чтобы выступать в гоночной команде Абарта. Зато было огромное желание и умение. Четыре недели понадобилось Иоганну Абту, чтобы получить долгожданный контракт. Он получил право участвовать в 30 гонках с одним условием — побеждать, побеждать и побеждать. Даже при том, что Fiat Abarth 1000 TC на основе Fiat 600 можно было назвать всем чем угодно, но не подходящим гоночным автомобилем, Иоганн Абт оправдал ожидания: он выиграл 29 гонок и занял в одной из них второе место. Вместе с хорошим гонщиком Карл Абарт приобрел хорошего друга.
1968 год — 17 побед в 20 гонках и, как следствие, третье место в Немецком Автомобильном Горном Чемпионате (German Automobile Mountain Championship).

## История

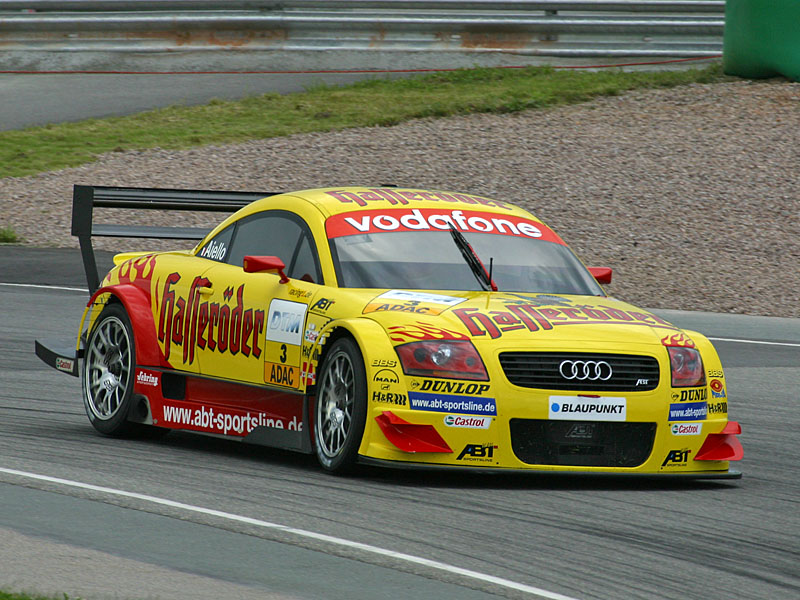
Чемпионская ABT Audi TT-R Лорана Айелло, 2002 г.

Компания ABT Sportsline основана в 1970 году и ныне является семейным предприятием Ханса-Юргенса и Кристиана Абтов. Расположено близ Кемптена в Альгое.
В своей работе ABT Sportsline использует сорокалетний опыт в автоспорте и тюнинге автомобилей.

### Первые успехи
В 1978 году в Германии гонки кузовных машин были очень популярными. Автомобили, сделанные и настроенные Абтом, основываясь на своём опыте, становятся востребованы в своём сегменте. С 1978 года автомобили Абта выиграли VW Golf Cup три раза и Polo Cup однажды. VW Golf постепенно становился объектом культа не только в ФРГ, но также в США и Японии. Немалая заслуга в этом — успехи гоночного VW Golf Абта со стартовым номером 99. На нём были выиграны гонки на самых разных видах трасс: овальных, горных и даже на бездорожье. Многие выступления были совместно с заводской командой Audi. ABT Sportsline получила славу компании, которая активно внедряет нестандартные решениями при подготовке машин для соревнований.

### Смена курса
Ганс-Юрген Абт неоднократно пробовал себя в гонках. В восьмидесятые он начал, как и его отец, с мотоспорта, и результат был достаточно удовлетворительным. Однако больших успехов он не достиг и после неоднократных попыток в автоспорте после сезона 1991 года занял своё место на капитанском мостике по другую сторону от стартовой прямой. Пилотом стал его младший брат Кристиан Абт, который для начала выиграл ADAC Formula Junior, а затем в его карьере было немало значимых достижений.
Вдали от автоспорта Иоган Абт принимает ещё одно важное решение вместе с сыновьями: они займутся полным циклом тюнинга, и управлять этим бизнесом будут сыновья. Так появилась ABT Sportsline GmbH, переехав в новое просторное здание на Daimlerstraße.
В 1992 году Кристиан переходит в немецкую серию Формулы 3, освобождая место в Formula Junior для новичка. Этим новичком стал известный сегодня Ральф Шумахер. Конкуренция в немецкой формуле 3 наиболее сильна и жестока (Михаэль Шумахер, Александр Вурц, Ник Хайдфельд, Ярно Трулли или Хайнц-Харальд Френцен — это только небольшой список тех, кто проложил себе дорогу в Формулу-1 через младшую серию — немецкую Формулу 3), однако это не помешало Кристиану: одиннадцать побед, пять вторых мест. Ральф Шумахер на машине ABT Sportsline занял второе место в Формуле Юниоров.

### Собственные проекты
В 1994 и 1995 ABT Sportsline впервые выставляют на гонках ADAC GT-Cup автомобили полностью собственного производства. Машина была разработана в Кемптене: C5 базируется на Audi Coupe, двигатель и привод изготавливались самостоятельно. Очень быстро становится понятно, что машина имеет большой потенциал, но также понятно, что у неё нет шансов на победу в первый год. Однако в эти года конечный результат был не главным для команды — они работали на будущее. А будущее они для себя видели в кубке STW Cup. В 1995 году Кристиан впервые принимает участие в 24-часовой гонке на трассе в Спа-Франкоршам (Spa-Francorchamps), однако вместе с Haugg и Cremer занимают только четвёртое место в общем зачёте на Audi 80.

## Сотрудничество с Audi
С 1996 года команда принимает активное участие в ведущих кузовных сериях, с машинами марки Audi.
Начинала как частная команда в STW как частная команда, Кристиан Абт в первый год участия смог занять высокое четвёртое место за рулём Audi A4 Quattro и получил звание Лучшего Новичка. В 1997 году результат для Кристиана оказался гораздо скромнее, он только 12-й, а его напарник по ABT Sportsline, датчанин Крис Ниссен стал девятым. Также неудачно завершился и 1998-й, несмотря на то, что в команду пришло два очень титулованных гонщика, Франк Била занял 14 место, Эмануэле Пирро стал 16-м, сам Кристиан снова был 12-м. Зато на мажорной ноте закончился финальный сезон первенства STW — 1999 года. Кристиан Абт выиграл турнир в упорной борьбе с Уве Альценом. Причем, титул ему достался только через несколько недель спустя последней гонки на Нюрбургринге, в ходе которой и Абт, и его главный соперник Альцен, сошли в ходе инцидентов с напарниками своими соперников, но было доказано, что напарник Альцена, Роланд Аш, выбил Кристиана намеренно.
После победы в 1999 году в немецком STW команда Ганса-Юргена Абта начала выступать в DTM с автомобилем на базе Audi TT-R. Причём первоначально она совершенно не пользовалась заводской поддержкой, соперничая с заводскими Опель и Мерседес. Поскольку правила требовали постройки двигателя на базе серийного блока цилиндров, а имеющиеся блоки Ауди не подходили под ограничения, то команде было разрешено использовать блок от Mugen Motorsports MF300. Команда Абта была в первый год неконкурентоспособна, а потому на второй год организаторы сделали ей послабления в техническом регламенте, результаты не заставили себя ждать — уже в 2001 году команда отпраздновала победу. А в следующем году, воспользовавшись заминками Мерседес с доводкой новой машины, пилот команды Лоран Айелло одержал 4 победы подряд, и, в итоге, стал чемпионом. Позднее команда приняла участие в гонке 24 часа Нюрбургринга, причём с прямой заводской поддержкой Ауди — одержав 3 подряд победы в гонке 24 часа Ле-Мана.

### Audi Sport A4 DTM

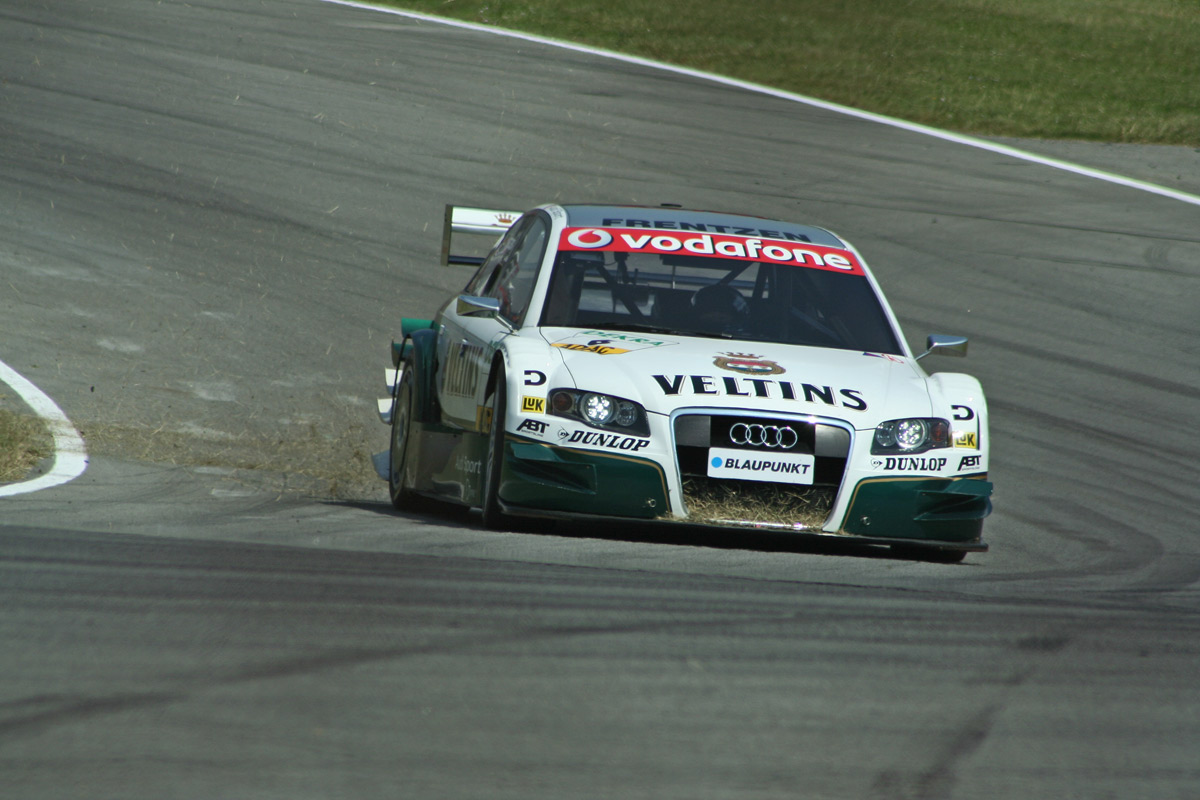
Audi A4 DTM, под управлением Хайнца-Харальда Френцтена, 2006 год

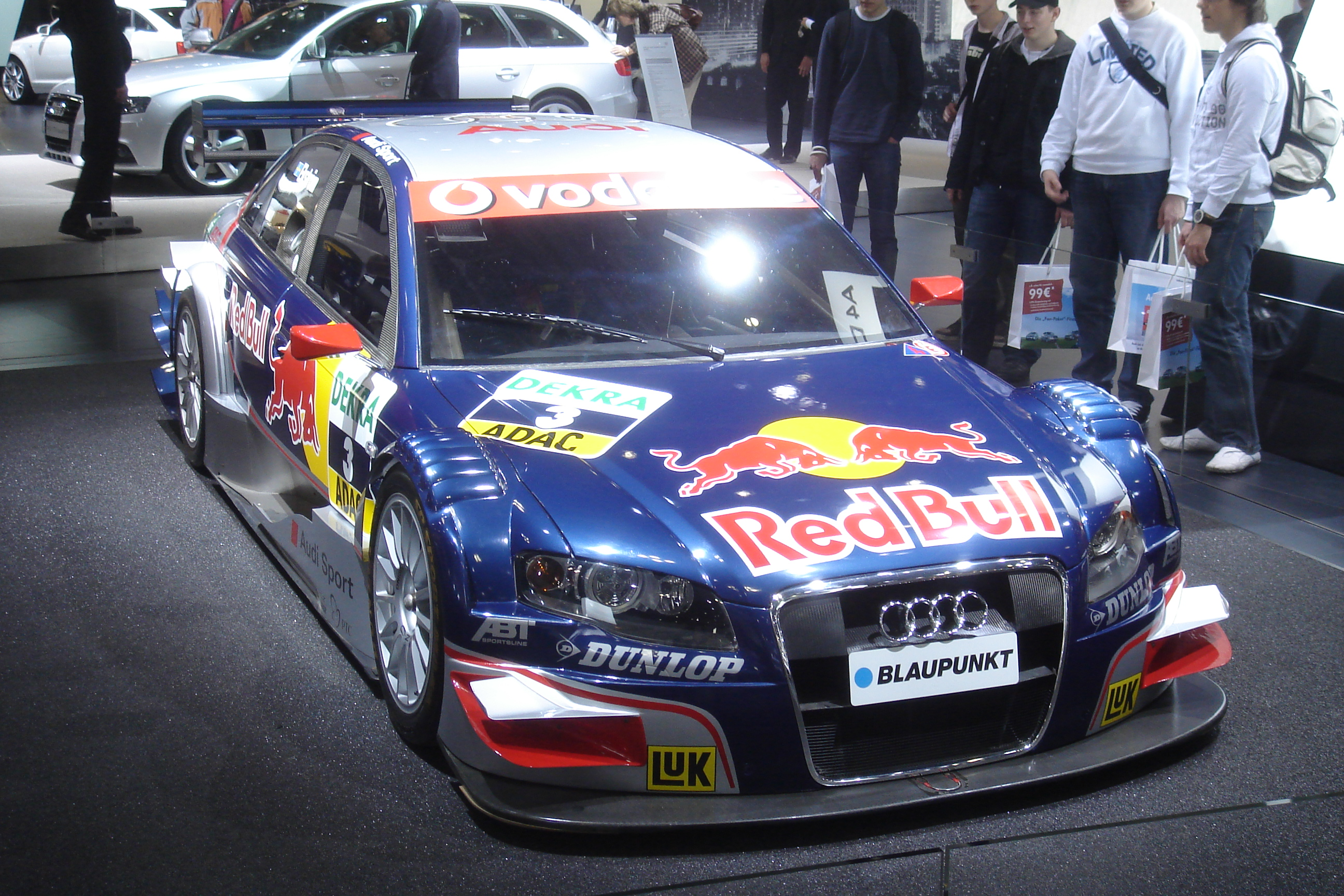
Audi A4 DTM, Audi Sport Team ABT Sportsline, 2007 год

В 2004 году выиграла чемпионат на Audi A4 DTM, выступая как заводская команда Audi — Audi Sport Team ABT Sportsline. Команда, таким образом, стала заводской и теперь уже не строила машины, а лишь выставляла их в гонках. Впрочем, в первый же год она принесла концерну Audi чемпионский титул, а в 2007 и 2008 годах она дважды повторила этот успех в чемпионате DTM.
В 2008 году концерн вывел на стартовую черту чемпионата совершенно новую машину Audi A4 DTM, который гораздо более совершенен с технической точки зрения, чем его предшественник. Разрабатывая двигатель, инженерам Audi удалось уменьшить внутреннее трение силовых деталей, повысить КПД и рабочие характеристики восьмицилиндрового двигателя мощностью 460 л. с. Все оптимизации были проделаны в Pro/ENGINEER. Более того, этот же инструмент был использован инженерами Audi при создании гоночного двигателя для прототипа спорт-кара Audi R10.
Несмотря на то, что разработка автомобиля занимает до трёх лет, новое поколение Audi A4 DTM, которое было представлено на гонках DTM 2008, удалось создать менее чем за год. Такое стало возможным благодаря использованию концерном Audi решений Windchill® компании РТС, что позволило легко организовать эффективное взаимодействие инженеров, которые отвечали за разработку кузова болида, ходовой части и двигателя.
Кроме DTM, ABT Spotsline осуществляет также подготовку автомобилей Volkswagen Polo к гонкам молодёжного монокубка, проходящего в рамках этапов DTM.

## Лучшие результаты ABT Sportsline
- 1991 Formula Junior — 1-е место.
- 1992 Formula Junior — 1-е место, Немецкая Формула-3 — 1-е место.
- 1995 Formula Junior — 3-е место.
- 1996 Formula Junior — 1-е место, Немецкий Super Touring Cars Privateers — 1-е место, STW — 4-е место.
- 1997 Немецкий Super Touring Cars Privateers — 1-е место, STW — 10-е место.
- 1999 STW — 1-е место.
- 2000 DTM.
- 2001 DTM — 4-е место.
- 2002 DTM — 2-е место.
- 2003 DTM — 3-е место, 24 часа Нюрбургринга — 2-е место.
- 2004 DTM — 1-е место.
- 2005 DTM — 2-е место.
- 2006 DTM — 3-е место.
- 2007 DTM — 1-е место.
- 2008 DTM — 1-е место.

## Статистика выступлений

### Формула-E
| Год     | Модель                    | Шины | Номер | Пилот           | 1    | 2   | 3    | 4    | 5   | 6   | 7    | 8   | 9    | 10   | 11  | 12  | 13  | Очки | Место |
| ------- | ------------------------- | ---- | ----- | --------------- | ---- | --- | ---- | ---- | --- | --- | ---- | --- | ---- | ---- | --- | --- | --- | ---- | ----- |
| 2014/15 | Spark-Renault SRT 01E     | M    |       |                 | BEI  | PUT | PDE  | BNA  | MIA | LBH | MON  | BER | MSC  | LON  | LON |     |     | 165  | 3     |
| 2014/15 | Spark-Renault SRT 01E     | M    | 11    | Лукас ди Грасси | 1    | 2   | 3    | Сход | 9   | 3   | 2    | Дск | 2    | 4    | 6   |     |     | 165  | 3     |
| 2014/15 | Spark-Renault SRT 01E     | M    | 66    | Даниэль Абт     | 10   | 10  | 15   | 13†  | 3   | 15  | Сход | 14  | 5    | Сход | 11  |     |     | 165  | 3     |
| 2015/16 | Spark-ABT Schaeffler FE01 | M    |       |                 | BEI  | PUT | PDE  | BNA  | MEX | LBH | PAR  | BER | LON  | LON  |     |     |     | 221  | 2     |
| 2015/16 | Spark-ABT Schaeffler FE01 | M    | 11    | Лукас ди Грасси | 2    | 1   | 2    | 3    | Дск | 1   | 1    | 3   | 4    | Сход |     |     |     | 221  | 2     |
| 2015/16 | Spark-ABT Schaeffler FE01 | M    | 66    | Даниэль Абт     | 11   | 7   | 8    | 13   | 7   | 3   | 10   | 2   | Сход | 2    |     |     |     | 221  | 2     |
| 2016/17 | Spark-ABT Schaeffler FE02 | M    |       |                 | HKG  | MAR | BNA  | MEX  | MON | PAR | BER  | BER | NYC  | NYC  | MTR | MTR |     | 248  | 2     |
| 2016/17 | Spark-ABT Schaeffler FE02 | M    | 11    | Лукас ди Грасси | 2    | 5   | 3    | 1    | 2   | Ret | 2    | 3   | 4    | 5    | 1   | 7   |     | 248  | 2     |
| 2016/17 | Spark-ABT Schaeffler FE02 | M    | 66    | Даниэль Абт     | Сход | 6   | 7    | 7    | 7   | 13  | 6    | 4   | 14   | Сход | 4   | 6   |     | 248  | 2     |
| 2017/18 | Spark-Audi e-tron FE04    | M    |       |                 | HKG  | HKG | MAR  | SAN  | MEX | PDE | ROM  | PAR | BER  | ZÜR  | NYC | NYC |     | 264  | 1     |
| 2017/18 | Spark-Audi e-tron FE04    | M    | 1     | Лукас ди Грасси | 17   | 14  | Сход | Сход | 9   | 2   | 2    | 2   | 2    | 1    | 1   | 2   |     | 264  | 1     |
| 2017/18 | Spark-Audi e-tron FE04    | M    | 66    | Даниэль Абт     | 51   | Дск | 10   | Сход | 1   | 14  | 4    | 7   | 1    | 13   | 2   | 3   |     | 264  | 1     |
| 2018/19 | Spark-Audi e-tron FE05    | M    |       |                 | ДИР  | МАР | САН  | МЕХ  | ГКГ | СНЬ | РИМ  | ПАР | МОН  | БЕР  | БРН | НЙК | НЙК | 203  | 2     |
| 2018/19 | Spark-Audi e-tron FE05    | M    | 11    | Лукас ди Грасси | 9    | 7   | 12   | 1    | 2   | 15† | 7    | 4   | Сход | 1    | 9   | 5   | 18  | 203  | 2     |
| 2018/19 | Spark-Audi e-tron FE05    | M    | 66    | Даниэль Абт     | 8    | 10  | 3    | 10   | 4   | 5   | 18†  | 3   | 15   | 6    | 6   | 6   | 5   | 203  | 2     |
| 2019/20 | Spark-Audi e-tron FE06    | M    |       |                 | ДИР  | ДИР | САН  | МЕХ  | МАР |     |      |     |      |      |     |     |     | 46*  | 6*    |
| 2019/20 | Spark-Audi e-tron FE06    | M    | 11    | Лукас ди Грасси | 13   | 2   | 7    | 6    | 7   |     |      |     |      |      |     |     |     | 46*  | 6*    |
| 2019/20 | Spark-Audi e-tron FE06    | M    | 66    | Даниэль Абт     | Сход | 6   | 14   | Сход | 14  |     |      |     |      |      |     |     |     | 46*  | 6*    |

† — Пилот не финишировал в заезде, но был классифицирован, так как преодолел более 90 % дистанции.
Дск — Дисквалификация.